# Wolfshausen
Wolfshausen – jedna z dwunastu dzielnic wchodzących w skład gminy Weimar (Lahn), leżącej w Niemczech, w kraju związkowym Hesja, w rejencji Gießen, w powiecie Marburg-Biedenkopf. Wieś zamieszkiwana jest przez 423 osoby (30 czerwca 2010). 
Pierwsza historyczna wzmianka miejscowości pochodzi z 1274. Średniowieczny wiejski kościół natomiast datowany jest na wiek XI. Budynek szkoły, która powstała w 1774 obecnie służy jako dom kultury (Bürgerhaus). 
W ramach reformy terytorialnej w 1974 miejscowość stała się dzielnicą gminy Weimar (Lahn).